# 君津市民の歌
- 日本 > 千葉県 > 君津市 > 君津市民の歌
- 日本 > 市町村 > 市町村歌 > 千葉県の市町村歌一覧 > 君津市民の歌

「君津市民の歌」（きみつしみんのうた）は、日本の千葉県君津市が制定した市民歌である。作詞・森菊蔵、作曲・狛林正一。

## 解説
君津市では1971年（昭和46年）の市制施行時に都はるみが歌唱する「新君津音頭」および「君津小唄」を選定していたが、1976年（昭和51年）に市制5周年記念事業として市民歌の制定が企画され『広報きみつ』を通じて歌詞の懸賞募集を実施した。応募総数は123名から166篇であったが、入選者は無く詩人で音楽出版社の東京企画を主宰していた森菊蔵が作詞を手掛けている。制定日は9月1日で、東芝EMI（のちユニバーサルミュージック・EMI Records）がデューク・エイセスの歌唱によりシングル盤（規格品番：4Rs-607）を製造した。
君津市役所では市民歌の演奏機会について「小中学校での入学式及び卒業式や成人を祝う集（成人式）で歌われている」とする。